# Портрет Карла Фёдоровича Левенштерна
«Портрет Карла Фёдоровича Левенштерна» — картина Джорджа Доу и его мастерской, из Военной галереи Зимнего дворца.
Картина представляет собой погрудный портрет генерал-майора Карла Фёдоровича Левенштерна из состава Военной галереи Зимнего дворца.
К началу Отечественной войны 1812 года генерал-майор Левенштерн был начальником артиллерии 2-й Западной армии, отличился в Бородинском сражении в бою под Красным. Во время Заграничных походов 1813 и 1814 годов командовал резервной артиллерией и артиллерией Гвардейского и Гренадерского корпусов, отличился в Битве народов под Лейпцигом и в сражении при Труа.
Изображён в генеральском вицмундире, введённом для артиллерийских генералов в 1820 году. Слева на груди звезда ордена Св. Анны 1-й степени; на шее крест ордена Св. Георгия 3-го класса; по борту мундира кресты австрийского ордена Леопольда 2-й степени и ордена Св. Владимира 2-й степени; справа на груди крест баварского Военного ордена Максимилиана Иосифа 3-й степени (надет с нарушением правил ношения — иностранный орден положено было надевать после российских наград), серебряная медаль «В память Отечественной войны 1812 года» на Андреевской ленте, бронзовая дворянская медаль «В память Отечественной войны 1812 года» на Владимирской ленте и звезда ордена Св. Владимира 2-й степени. Подпись на раме с ошибкой в фамилии: К. Ф. Ливенштернъ, Генералъ Маiоръ.
7 августа 1820 года Комитетом Главного штаба по аттестации Левенштерн был включён в список «генералов, заслуживающих быть написанными в галерею», однако фактическое решение о включении его портрета состоялось ранее, поскольку император Александр I приказал написать его портрет ещё 23 марта 1820 года. Гонорар Доу был выплачен 14 апреля и 17 мая 1820 года. Готовый портрет поступил в Эрмитаж 7 сентября 1825 года.
В 1840-е годы в мастерской И. П. Песоцкого с портрета была сделана литография, опубликованная в книге «Император Александр I и его сподвижники» и впоследствии неоднократно репродуцированная.